# Тимченко, Сергей Трофимович
Сергей Трофимович Тимченко (19 октября 1903, Лохвица, Полтавская губерния — 9 ноября 1971, Москва), инженер-экономист, заместитель председателя Всесоюзного совета евангельских христиан-баптистов.

## Семья
Отец: Тимченко Трофим Сергеевич (1869—1952), всю жизнь провел в Лохвицах.
Мать: Тимченко Мокрина Феофановна (1870—1918). Родилась в с. Харьковцы вблизи Лохвиц.
Жена: Тимченко (урожд. Кухаренко) Татьяна Тихоновна, 1900 г.р., уроженка хутора Коржовка, ныне — г. Сновск Черниговской области Украины.
Дети: Флавий (1924—1942, погиб на фронте), Алиса (1927 г.р.), Юрий (1931 г.р.), Борис (1933 г.р.), Виталий (1938 г.р.),

## Биография
С детства являлся верующим баптистом, крещен 19 августа 1918 г. в Кременчуге, в 1923 г. подписал вместе с другими учредителями заявление в управление Роменского окрисполкома о регистрации общины в Лохвице. Впоследствии заочно окончил духовную школу.
В 1920—1930 гг. работал в г. Лохвица в Комитете государственных сооружений Полтавской области, в Упродкоме, на мелькомбинате и на кожзаводе.
С 1923 г. — член Ревизионной комиссии Союза баптистов.
В 1927 г. становится пресвитером, рукоположен в 1928 г. пресвитерами: Хомяк Р. Д., Остапец Г. С., Павленко З. Я.
В 1930—1934 гг. в г. Ромны Сумской области работает инспектором треста Укрсельхозстрой и главным бухгалтером завода стройматериалов Южной железной дороги.
В 1934—1937 гг. — главный бухгалтер строительства завода «Красная гора», ст. Артемовск Донецкой железной дороги.
В 1937—1938 гг. — главный бухгалтер строительства железной дороги Купянск — Лиман, ст. Изюм Донецкой железной дороги.
В 1938—1947 гг. — жил в Алма-Ате и работал в различных учреждениях Туркестано-Сибирской железной дороги.
20 сентября 1945 г. арестован ТО НКГБ Туркестано-Сибирской железной дороги, реабилитирован 12 апреля 1947 г. ТО МГБ Туркестано-Сибирской железной дороги за недоказанностью состава преступления.
В 1947—1950 гг. — начальник стройтехснаба Управления строительства железной дороги Монты-Чу в Алма-Ате.
В 1950—1952 гг. — главный инженер Лесного отдела Туркестано-Сибирской железной дороги, Алма-Ата.
В 1952—1961 гг. — начальник планового отдела, старший инженер Спецуправления треста «Трансигналстрой», г. Москва.
С 1961 г. — на пенсии, жил в Москве.
С 1966 г. — заместитель председателя Всесоюзного совета евангельских христиан-баптистов (ВСЕХБ), Москва.
Скончался 9 ноября 1971 года.

## См.также
ВЛАСТЬ И ЕВАНГЕЛЬСКИЕ ХРИСТИАНЕ-БАПТИСТЫ В РОССИИ. 1945-2000 гг.: ЭВОЛЮЦИЯ ВЗАИМООТНОШЕНИЙ // Л.А. Королева, А.А. Королев, С.Ф. Артемова